# Chodouny
Chodouny är en ort i Tjeckien.   Den ligger i regionen Ústí nad Labem, i den nordvästra delen av landet, 40 km norr om huvudstaden Prag. Chodouny ligger 156 meter över havet och antalet invånare är 628.
Terrängen runt Chodouny är huvudsakligen platt, men norrut är den kuperad.Runt Chodouny är det ganska tätbefolkat, med 104 invånare per kvadratkilometer. Närmaste större samhälle är Roudnice nad Labem, 5,4 km söder om Chodouny. Trakten runt Chodouny består till största delen av jordbruksmark.